# 13122 Drava
13122 Drava è un asteroide della fascia principale interna. Scoperto nel 1994, presenta un'orbita caratterizzata da un semiasse maggiore pari a 2,325277 UA e da un'eccentricità di 0,114790, inclinata di 6,602951° rispetto all'eclittica.
Fa parte della famiglia di asteroidi Vesta.
L'asteroide è dedicato all'omonimo fiume europeo, affluente del Danubio.